# 俞虹
俞虹（1928年—），北京人，中华人民共和国翻译家。毕业于华北学院、华北大学、北京外国语大学。

## 生平
1928年，俞虹出生在北平市。
1947年，俞虹在北京华北学院俄语系读书，第二年转入华北大学，再转入北京外国语学院。
1951年，朝鲜半岛爆发了朝鲜战争，俞虹担任中国人民解放军中央军委办公厅的一名翻译员。
1953年，俞虹调到中国电影出版社担任编译。
1975年，俞虹又调到中国艺术研究院。
1990年，俞虹退休。

## 奖项
- 2004年，中国翻译协会“资深翻译家”荣誉称号。[1][2]